# IC 4271
IC 4271 = Arp 40 ist ein interagierendes Galaxienpaar im Sternbild Jagdhunde, welche etwa 766 Millionen Lichtjahre von der Milchstraße entfernt ist.
Halton Arp gliederte seinen Katalog ungewöhnlicher Galaxien nach rein morphologischen Kriterien in Gruppen. Diese Galaxie gehört zu der Klasse Spiralgalaxien mit einem Begleiter niedriger Flächenhelligkeit auf einem Arm (Arp-Katalog). NGC 1347 wurde am 10. Juli 1896 von dem Astronomen Stéphane Javelle entdeckt. Bei der interagierenden Komponente handelt es sich um die Galaxie PGC 3096774.